# Draft de la NBA de 1995
El Draft de la NBA de 1995 se celebró en la ciudad canadiense de Toronto, Ontario, aprovechando la presencia por primera vez de dos equipos canadienses, Vancouver Grizzlies y Toronto Raptors en el mismo.

## Primera ronda

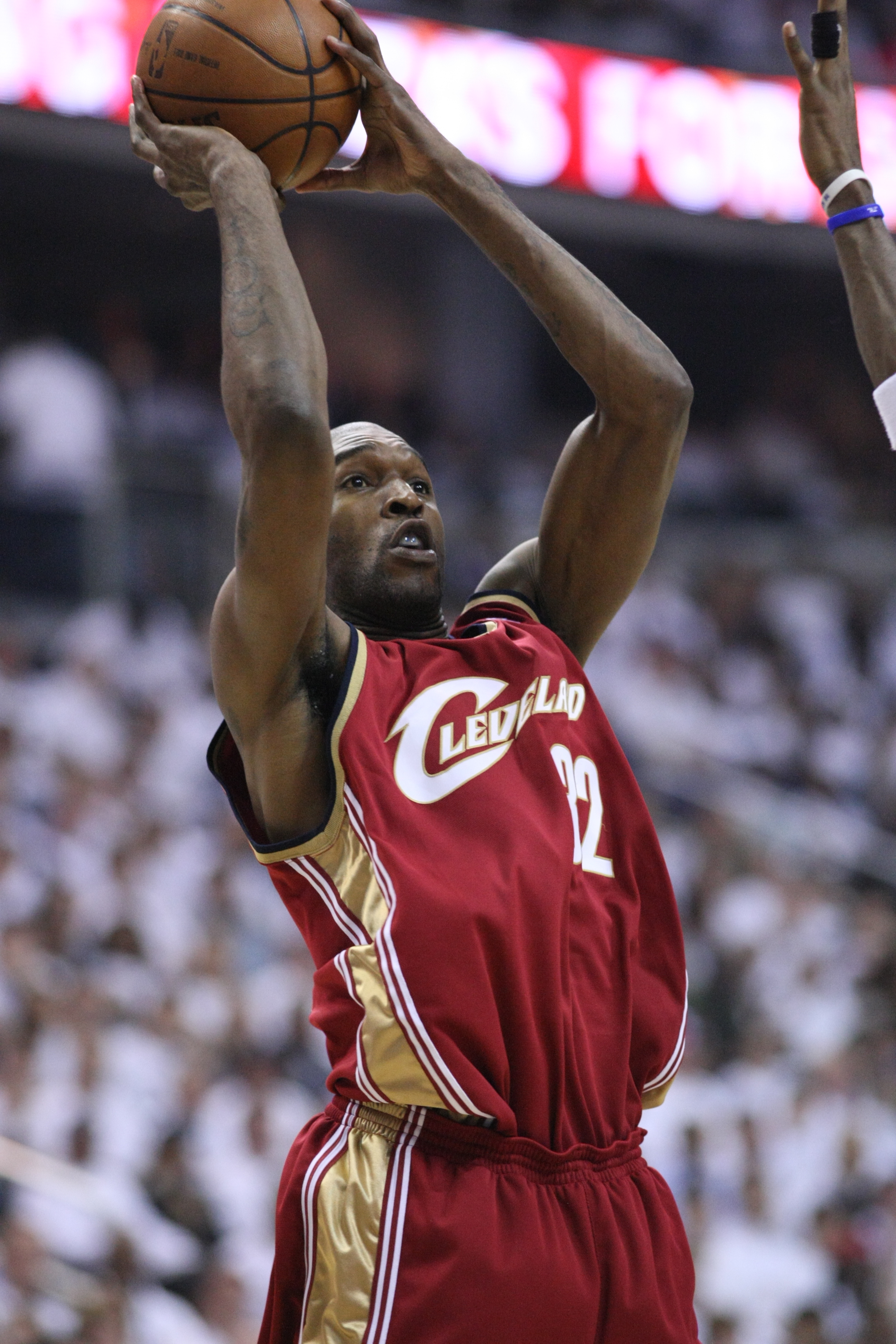
Joe Smith, la 1ª elección.

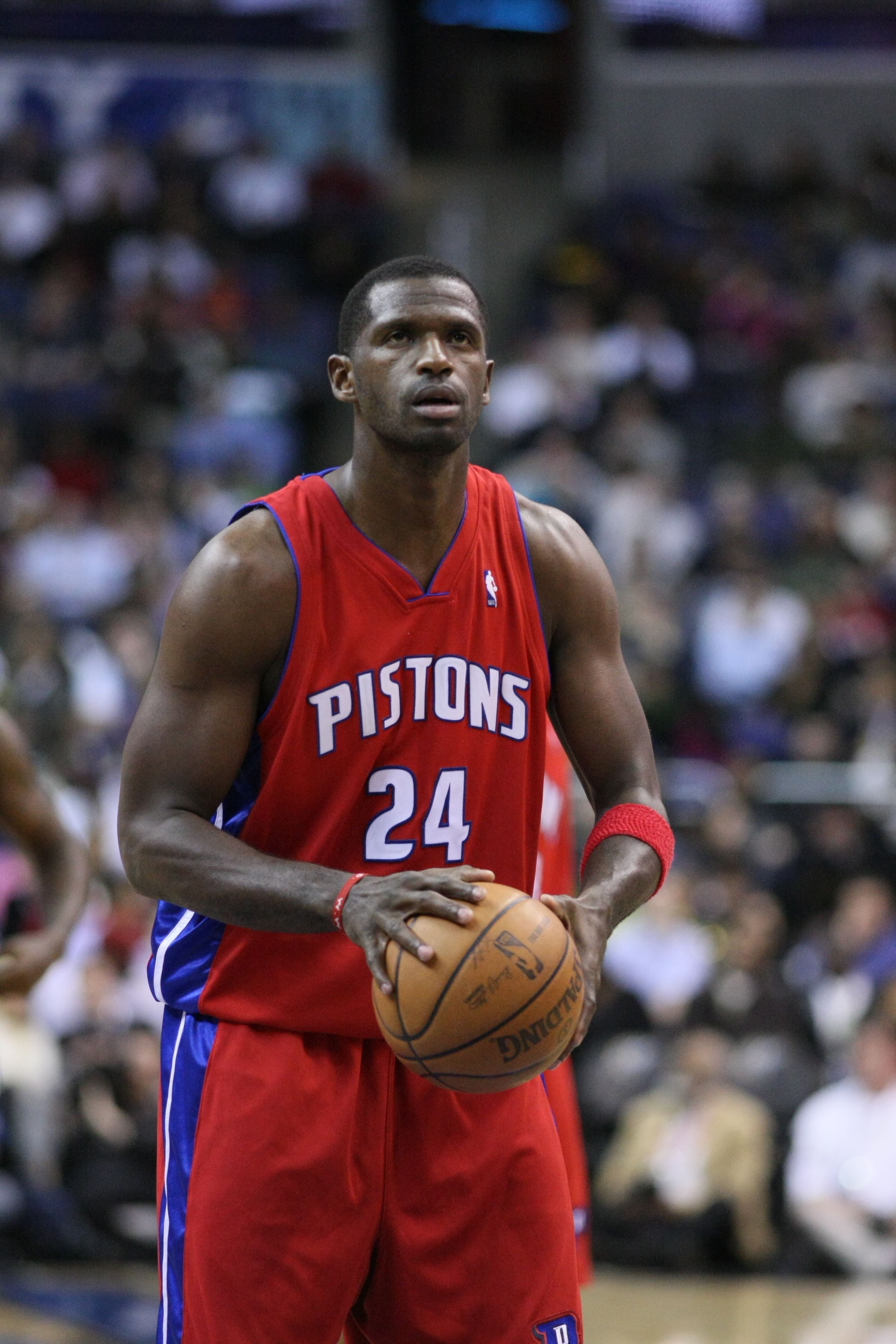
Antonio McDyess, la 2ª elección.

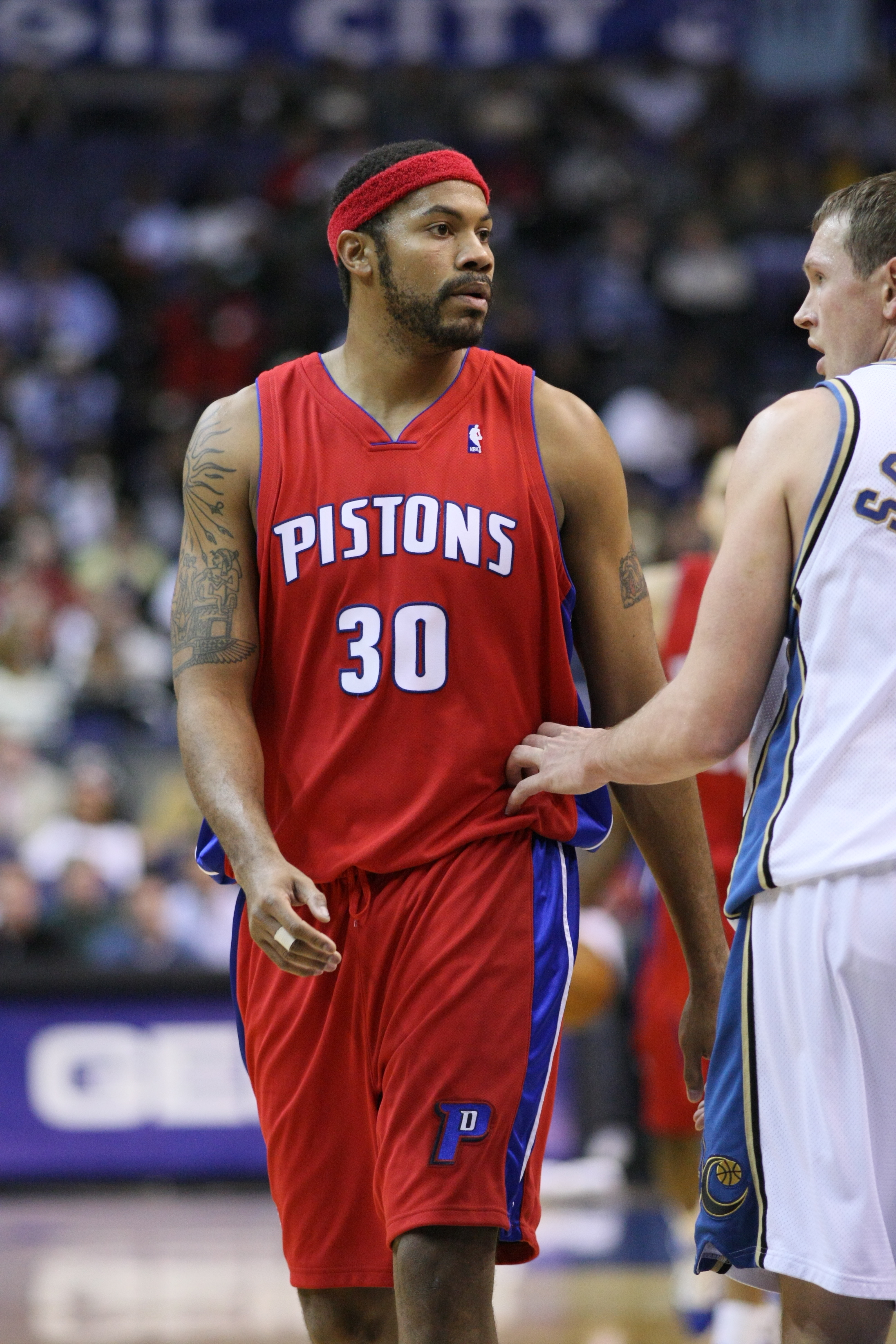
Rasheed Wallace, la 4ª elección.

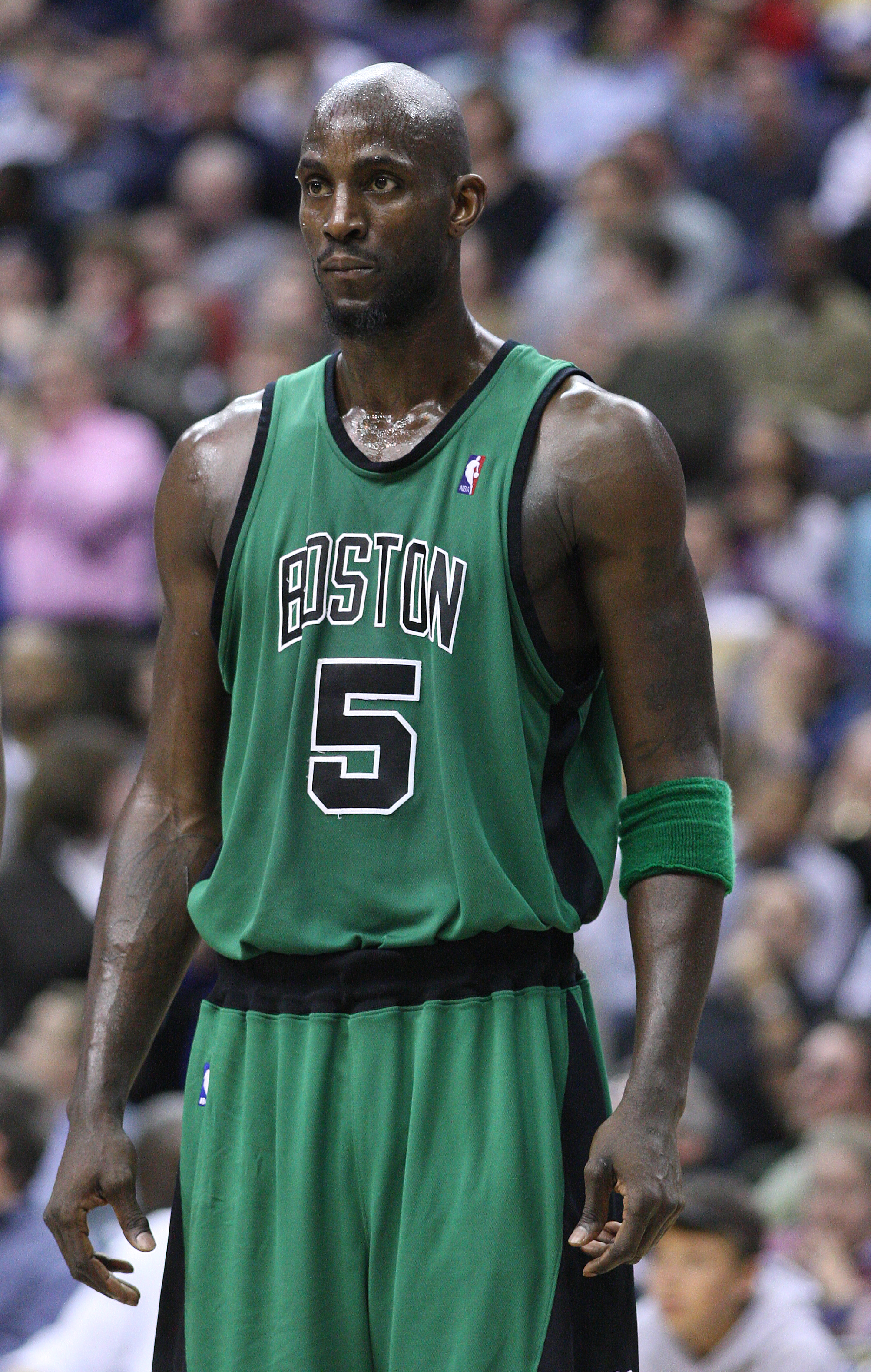
Kevin Garnett, la 5ª elección.

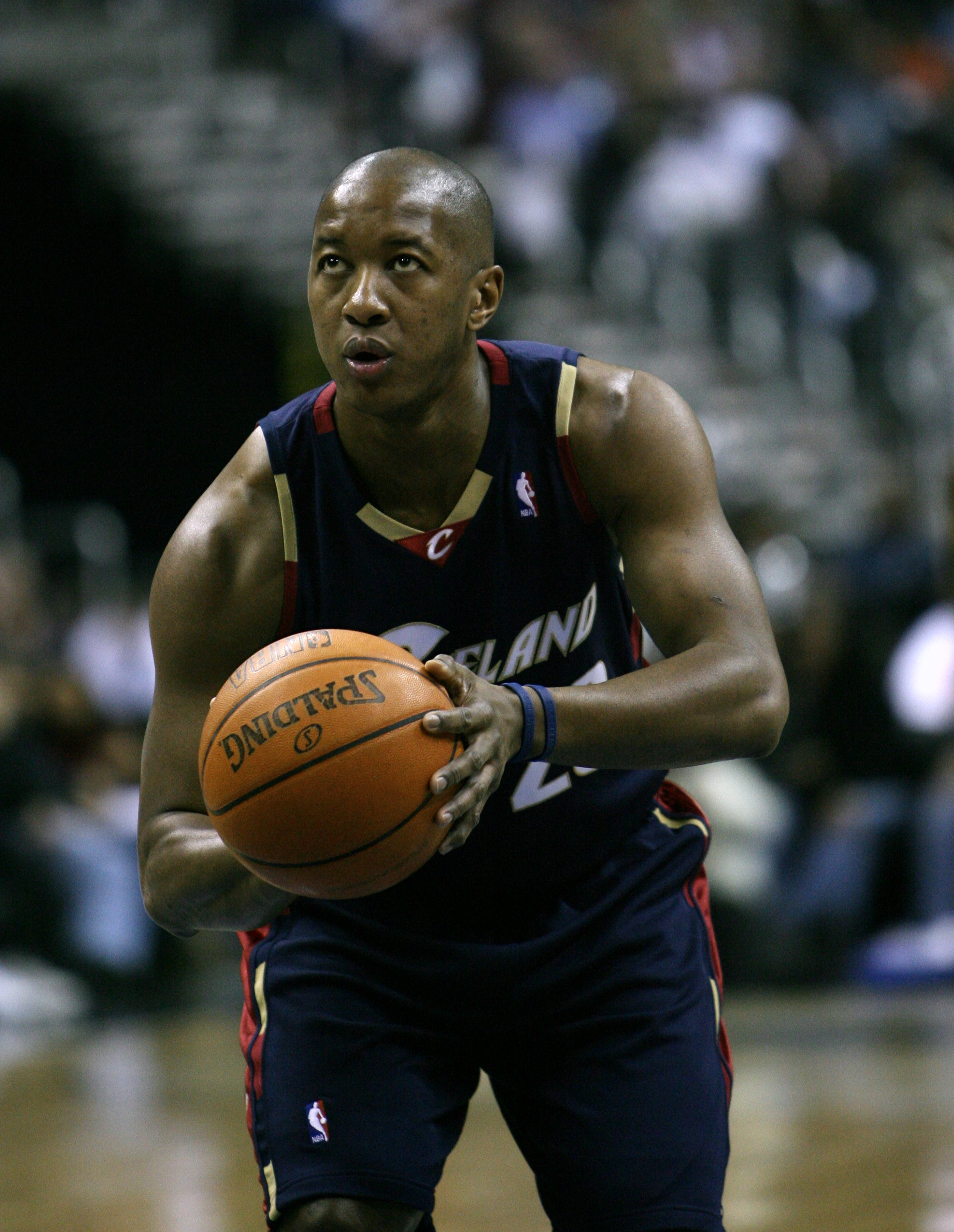
Eric Snow, la 43.ª elección.

| ^ | ^ | Indica jugador miembro del Basketball Hall of Fame                                                        | Indica jugador miembro del Basketball Hall of Fame                                                        | Indica jugador miembro del Basketball Hall of Fame                                                        | Indica jugador miembro del Basketball Hall of Fame                                                        | Indica jugador miembro del Basketball Hall of Fame                                                        |
| * | * | Indica jugador que ha sido seleccionado por lo menos en un All-Star Game y en el Mejor Quinteto de la NBA | Indica jugador que ha sido seleccionado por lo menos en un All-Star Game y en el Mejor Quinteto de la NBA | Indica jugador que ha sido seleccionado por lo menos en un All-Star Game y en el Mejor Quinteto de la NBA | Indica jugador que ha sido seleccionado por lo menos en un All-Star Game y en el Mejor Quinteto de la NBA | Indica jugador que ha sido seleccionado por lo menos en un All-Star Game y en el Mejor Quinteto de la NBA |
| + | + | Indica jugador que ha sido seleccionado por lo menos en un All-Star Game                                  | Indica jugador que ha sido seleccionado por lo menos en un All-Star Game                                  | Indica jugador que ha sido seleccionado por lo menos en un All-Star Game                                  | Indica jugador que ha sido seleccionado por lo menos en un All-Star Game                                  | Indica jugador que ha sido seleccionado por lo menos en un All-Star Game                                  |
| x | x | Indica jugador que ha sido seleccionado por lo menos en un Mejor Quinteto de la NBA                       | Indica jugador que ha sido seleccionado por lo menos en un Mejor Quinteto de la NBA                       | Indica jugador que ha sido seleccionado por lo menos en un Mejor Quinteto de la NBA                       | Indica jugador que ha sido seleccionado por lo menos en un Mejor Quinteto de la NBA                       | Indica jugador que ha sido seleccionado por lo menos en un Mejor Quinteto de la NBA                       |
| # | # | Indica jugador que nunca jugó en la temporada regular y los playoffs de la NBA                            | Indica jugador que nunca jugó en la temporada regular y los playoffs de la NBA                            | Indica jugador que nunca jugó en la temporada regular y los playoffs de la NBA                            | Indica jugador que nunca jugó en la temporada regular y los playoffs de la NBA                            | Indica jugador que nunca jugó en la temporada regular y los playoffs de la NBA                            |
|   |   | Indica jugador que ganó el premio al Rookie del Año de la NBA                                             | | | | |

| Pick | Jugador                 | Nacionalidad    | Equipo de la NBA       | Origen (Universidad/club) |
| ---- | ----------------------- | --------------- | ---------------------- | ------------------------- |
| 1    | Joe Smith (PF)          | Estados Unidos  | Golden State Warriors  | Maryland                  |
| 2    | Antonio McDyess (PF)    | Estados Unidos  | Los Angeles Clippers   | Alabama                   |
| 3    | Jerry Stackhouse (SG)   | Estados Unidos  | Philadelphia 76ers     | North Carolina            |
| 4    | Rasheed Wallace (PF)    | Estados Unidos  | Washington Bullets     | North Carolina            |
| 5    | Kevin Garnett (PF)      | Estados Unidos  | Minnesota Timberwolves | Farragut HS (Chicago)     |
| 6    | Bryant Reeves (C)       | Estados Unidos  | Vancouver Grizzlies    | Oklahoma State            |
| 7    | Damon Stoudamire (PG)   | Estados Unidos  | Toronto Raptors        | Arizona                   |
| 8    | Shawn Respert (SG)      | Estados Unidos  | Portland Trail Blazers | Michigan State            |
| 9    | Ed O'Bannon (SF)        | Estados Unidos  | New Jersey Nets        | UCLA                      |
| 10   | Kurt Thomas (PF)        | Estados Unidos  | Miami Heat             | TCU                       |
| 11   | Gary Trent (PF)         | Estados Unidos  | Milwaukee Bucks        | Ohio                      |
| 12   | Cherokee Parks (C)      | Estados Unidos  | Dallas Mavericks       | Duke                      |
| 13   | Corliss Williamson (PF) | Estados Unidos  | Sacramento Kings       | Arkansas                  |
| 14   | Eric Williams (SF)      | Estados Unidos  | Boston Celtics         | Providence                |
| 15   | Brent Barry (SG)        | Estados Unidos  | Denver Nuggets         | Oregon State              |
| 16   | Alan Henderson (PF)     | Estados Unidos  | Atlanta Hawks          | Indiana                   |
| 17   | Bob Sura (SG)           | Estados Unidos  | Cleveland Cavaliers    | Florida State             |
| 18   | Theo Ratliff (PF)       | Estados Unidos  | Detroit Pistons        | Wyoming                   |
| 19   | Randolph Childress (PG) | Estados Unidos  | Detroit Pistons        | Wake Forest               |
| 20   | Jason Caffey (PF)       | Estados Unidos  | Chicago Bulls          | Alabama                   |
| 21   | Michael Finley (SF)     | Estados Unidos  | Phoenix Suns           | Wisconsin                 |
| 22   | George Zidek (C)        | República Checa | Charlotte Hornets      | UCLA                      |
| 23   | Travis Best (PG)        | Estados Unidos  | Indiana Pacers         | Georgia Tech              |
| 24   | Loren Meyer (PF)        | Estados Unidos  | Dallas Mavericks       | Iowa State                |
| 25   | David Vaughn (PF/C)     | Estados Unidos  | Orlando Magic          | Memphis                   |
| 26   | Sherell Ford (PF)       | Estados Unidos  | Seattle SuperSonics    | UIC                       |
| 27   | Mario Bennett (PF)      | Estados Unidos  | Phoenix Suns           | Arizona State             |
| 28   | Greg Ostertag (C)       | Estados Unidos  | Utah Jazz              | Kansas                    |
| 29   | Cory Alexander (PG)     | Estados Unidos  | San Antonio Spurs      | Virginia                  |

## Segunda ronda
| Pick | Jugador                 | Nacionalidad        | Equipo de la NBA       | Origen (Universidad/club) |
| ---- | ----------------------- | ------------------- | ---------------------- | ------------------------- |
| 30   | Lou Roe (F)             | Estados Unidos      | Detroit Pistons        | Massachusetts             |
| 31   | Dragan Tarlac (C)       | Serbia y Montenegro | Chicago Bulls          | Olympiakos (Grecia)       |
| 32   | Terrence Rencher (G)    | Estados Unidos      | Washington Bullets     | Texas                     |
| 33   | Junior Burrough (F)     | Estados Unidos      | Boston Celtics         | Virginia                  |
| 34   | Andrew DeClercq (PF/C)  | Estados Unidos      | Golden State Warriors  | Florida                   |
| 35   | Jimmy King (G)          | Estados Unidos      | Toronto Raptors        | Michigan                  |
| 36   | Lawrence Moten (G)      | Estados Unidos      | Vancouver Grizzlies    | Syracuse                  |
| 37   | Frankie King (G)        | Estados Unidos      | Los Angeles Lakers     | Western Carolina          |
| 38   | Rashard Griffith (C)    | Estados Unidos      | Milwaukee Bucks        | Wisconsin                 |
| 39   | Donny Marshall (F)      | Estados Unidos      | Cleveland Cavaliers    | Connecticut               |
| 40   | Dwayne Whitfield (F)    | Estados Unidos      | Golden State Warriors  | Jackson State             |
| 41   | Erik Meek (C)           | Estados Unidos      | Houston Rockets        | Duke                      |
| 42   | Donnie Boyce (G)        | Estados Unidos      | Atlanta Hawks          | Colorado                  |
| 43   | Eric Snow (PG)          | Estados Unidos      | Milwaukee Bucks        | Michigan State            |
| 44   | Anthony Pelle (C)       | Estados Unidos      | Denver Nuggets         | Fresno State              |
| 45   | Troy Brown (F/C)        | Estados Unidos      | Atlanta Hawks          | Providence                |
| 46   | George Banks (F)        | Estados Unidos      | Miami Heat             | UTEP                      |
| 47   | Tyus Edney (G)          | Estados Unidos      | Sacramento Kings       | UCLA                      |
| 48   | Mark Davis (G/F)        | Estados Unidos      | Minnesota Timberwolves | Texas Tech                |
| 49   | Jerome Allen (G)        | Estados Unidos      | Minnesota Timberwolves | Pennsylvania              |
| 50   | Martin Lewis (F)        | Estados Unidos      | Golden State Warriors  | Seward C. CC (Kansas)     |
| 51   | Dejan Bodiroga (SF)     | Serbia y Montenegro | Sacramento Kings       | Olimpia Milano (Italia)   |
| 52   | Fred Hoiberg (SG)       | Estados Unidos      | Indiana Pacers         | Iowa State                |
| 53   | Constantin Popa (C)     | Rumania             | Los Angeles Clippers   | Miami (FL)                |
| 54   | Eurelijus Zukauskas (C) | Lituania            | Seattle SuperSonics    | Neptunas (Lituania)       |
| 55   | Michael McDonald (C)    | Estados Unidos      | Golden State Warriors  | New Orleans               |
| 56   | Chris Carr (G)          | Estados Unidos      | Phoenix Suns           | Southern Illinois         |
| 57   | Cuonzo Martin (G/F)     | Estados Unidos      | Atlanta Hawks          | Purdue                    |
| 58   | Don Reid (F)            | Estados Unidos      | Detroit Pistons        | Georgetown                |

## Jugadores destacados no incluidos en el draft
Estos jugadores no fueron seleccionados en el draft de la NBA de 1995, pero han jugado al menos un partido en la NBA.
| Jugador          | Pos. | Nacionalidad   | Universidad/Club      |
| ---------------- | ---- | -------------- | --------------------- |
| John Amaechi     | C    | Reino Unido    | Penn State (Sr.)      |
| Corey Beck       | PG   | Estados Unidos | Arkansas (Sr.)        |
| Rick Brunson     | G    | Estados Unidos | Temple (Sr.)          |
| John Coker       | C    | Estados Unidos | Boise State (Sr.)     |
| Nate Driggers    | SG   | Estados Unidos | Montevallo (Sr.)      |
| Devin Gray       | SF   | Estados Unidos | Clemson (Sr.)         |
| Thomas Hamilton  | C    | Estados Unidos | Pittsburgh (So.)      |
| Michael Hawkins  | PG   | Estados Unidos | Xavier (Sr.)          |
| Gerard King      | SF   | Estados Unidos | Nicholls State (Sr.)  |
| Matt Maloney     | G    | Estados Unidos | Penn (Sr.)            |
| Clint McDaniel   | SG   | Estados Unidos | Arkansas (Sr.)        |
| Kevin Ollie      | G    | Estados Unidos | Connecticut (Sr.)     |
| James Scott      | SF   | Estados Unidos | St. John's (Sr.)      |
| Larry Sykes      | PF   | Estados Unidos | Xavier (Sr.)          |
| David Vanterpool | SG   | Estados Unidos | St. Bonaventure (Sr.) |